# Blanchard Ryan

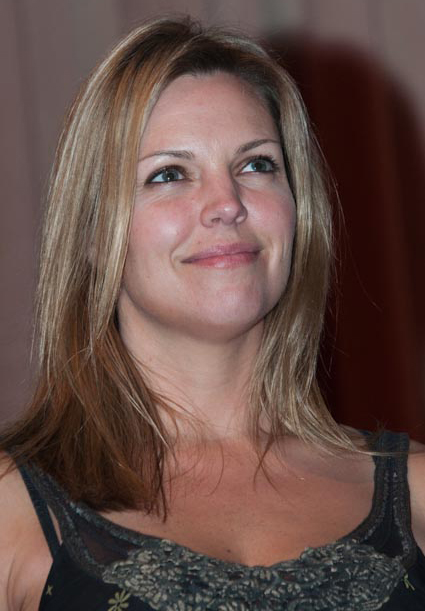
Blanchard Ryan, Februar 2009

Blanchard Ryan (* 12. Januar 1967 in Boston, Massachusetts als Susan Blanchard Ryan) ist eine US-amerikanische Schauspielerin.

## Leben und Karriere
Sie graduierte im Fach Politische Philosophie (vergleichbar der Politikwissenschaft) an der University of New Hampshire und arbeitete danach zunächst für den Musiksender MTV in der Abteilung für Spezialeffekte. Nebenbei besuchte sie mehrere Schauspielkurse.
Schließlich verließ sie MTV, um Karriere als Schauspielerin zu machen. Sie erhielt 2000 eine Gastrolle in der Serie Sex and the City und trat in den Filmen Super Troopers – Die Superbullen und My Sister’s Wedding auf. 2003 erhielt sie die weibliche Hauptrolle in dem erfolgreichen Independentfilm Open Water und konnte sich damit einen Namen machen. Für diesen Film gewann sie 2005 den Saturn Award als beste Darstellerin.
Sie ist verheiratet, hält ihr Privatleben jedoch aus der Öffentlichkeit heraus.

## Filmografie (Auswahl)
- 2000: Sex and the City (Fernsehserie)
- 2001: Super Troopers – Die Superbullen (Super Troopers)
- 2001: My Sister’s Wedding
- 2003: Open Water
- 2006: Bierfest (Beerfest)
- 2008:	Deathly Weapon (Pistol Whipped)
- 2008: Geschlossene Gesellschaft (No Exit)
- 2008:	The Brooklyn Heist
- 2009:	Under New Management
- 2009:	Wenn Liebe so einfach wäre (It's Complicated)
- 2012:	White Collar (Serie, 1 Folge)
- 2016: Good Bones
- 2017: Orange Is the New Black (Serie, 2 Folgen)